# 昂若
昂若（法語：Angeot，法語發音：[ɑ̃ʒo]）是法国勃艮第-弗朗什-孔泰大区贝尔福地区省的一个市镇，属于贝尔福区。

## 地理
昂若（47°41'47"N, 7°0'50"E）面积6.56 平方千米，位于法国勃艮第-弗朗什-孔泰大區贝尔福地区省，该省份为法国东北部内陆省份，东临上莱茵省，北起孚日省，西接上索恩省，南与杜省和瑞士接壤。
与昂若接壤的市镇（或旧市镇、城区）包括：拉沙佩勒苏鲁日蒙、贝勒马尼、埃坦布、弗隆、拉格朗日、拉里维耶尔、圣日耳曼勒沙特莱、沃蒂耶尔蒙。

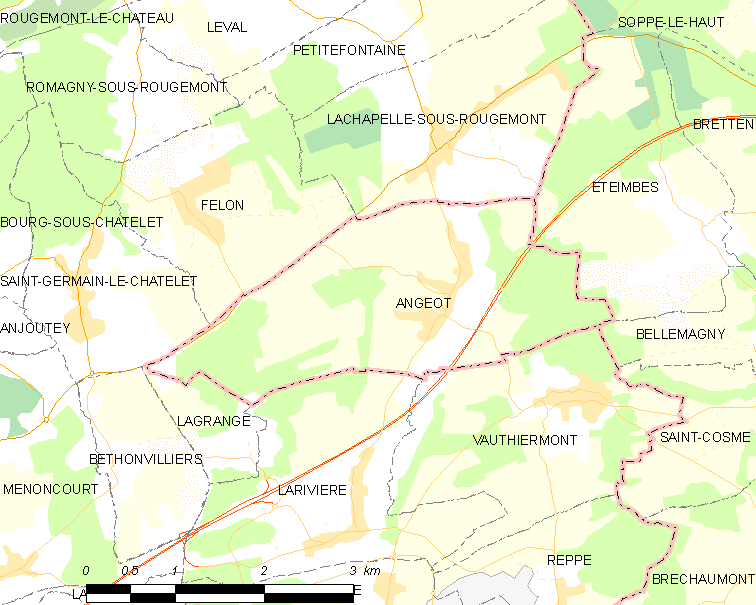
昂若的OSM定位图

昂若的时区为UTC+01:00、UTC+02:00（夏令时）。

## 行政
昂若的邮政编码为90150，INSEE市镇编码为90002。

## 政治
昂若所属的省级选区为格朗维拉尔县。

## 人口

1962-2008年间昂若人口变化图示

昂若于2022年1月1日时的人口数量为353人。